# Ricky Davis
Tyree Ricardo "Ricky Davis" (va néixer el 23 de setembre de 1979 a Las Vegas, Nevada) és un exjugador nord-americà professional de bàsquet que ha jugat a diferents equips de l'NBA.